# Castell de Longford

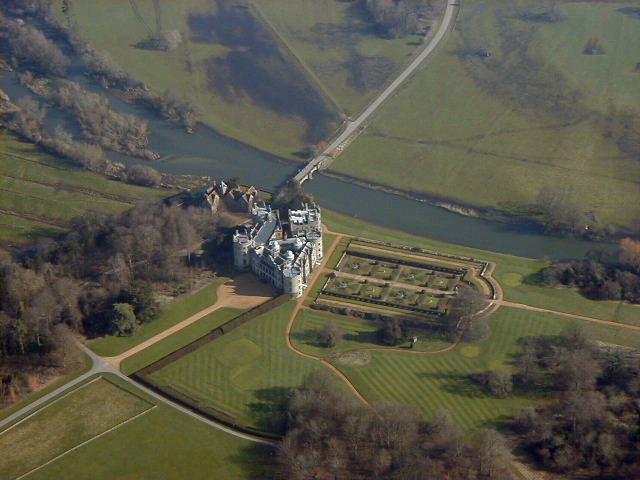
Castell de Longford des de l'aire

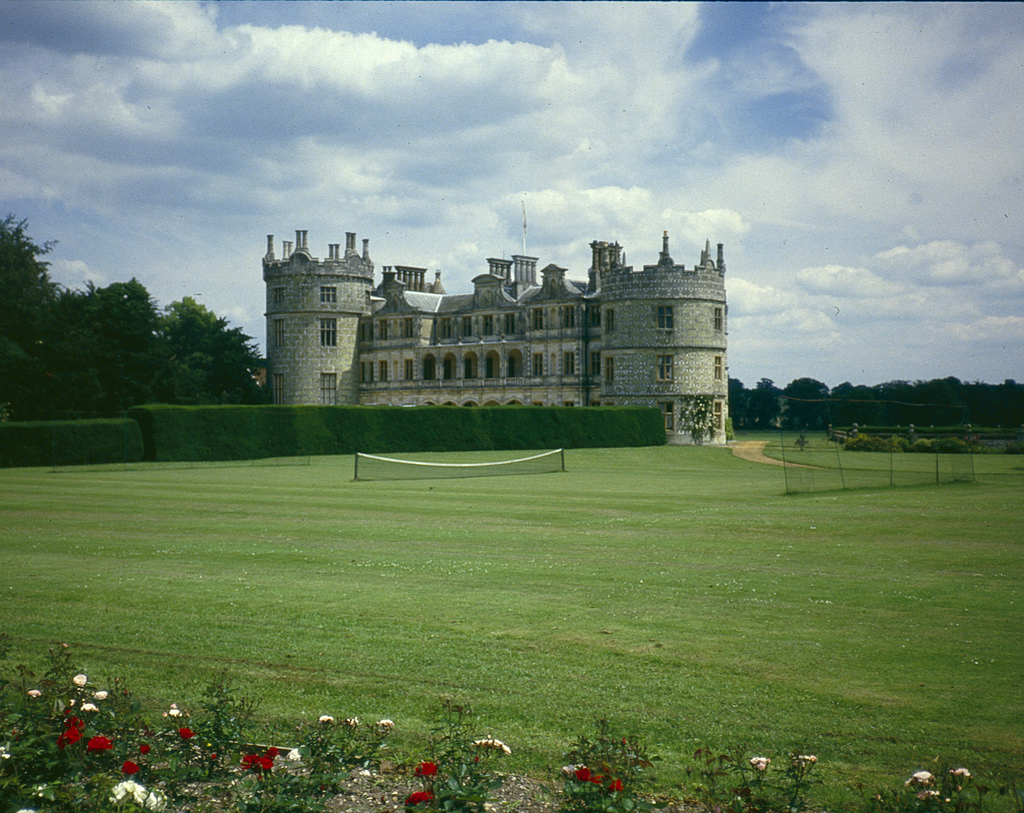
Part posterior del castell de Longford

El castell de Longford es troba a la vora del riu Avon al sud de Salisbury, Wiltshire, Anglaterra. És la seu del comte de Radnor, i un exemple de la casa prodigi isabelina .

## Història
El 1573 Thomas Gorges va adquirir la casa pairal (en el seu moment s'escrivia "Langford"), que originàriament era propietat de la família Servington (o Cervington). Abans d'això, la casa pairal existent havia estat danyada per un incendi. Cap al 1576 Thomas Gorges es va casar amb Helena Snakenborg, la marquesa sueca vídua de Northampton i dama de honor de la reina Isabel. Van reconstruir la propietat de Longford com un castell de disseny suec triangular a la vora del riu Avon. Les obres de construcció van esdevenir molt cares per problemes amb el subsòl. Sir Thomas Gorges, que ara era governador del castell de Hurst, va persuadir la seva dona de demanar a la reina el tresor d'un naufragi que coneixia de la derrotada Armada espanyola. El regal va ser concedit i l'or i la plata recuperats del naufragi van servir per poder acabar el castell sota la supervisió final de John Thorpe el 1591. La família va viure al castell durant diversos anys abans de la seva finalització definitiva.
El setembre de 1603, la família reial la visitar i Roger Wilbraham va descriure Longford com "una bonica nova casa de pedra, de base triangular amb tres grans torres a cada extrem, on hi ha les cambres preferides, i té el jardí més bonic i els passejos verds. ". L'edifici principal era dons de base triangular amb una torre rodona a cada cantonada; les tres torres que representaven el Pare, el Fill i l'Esperit Sant. Tenia diverses plantes amb una capella, un departament de cuina, diversos boudoirs i sales d'estar, així com dormitoris. Es bombejava aigua fresca i freda a diversos pisos i hi havia lavabos que funcionaven amb aigua de pluja. Es va adjuntar un parc, un hort de fruites i una horta.
El 1717 el castell de Longford es va convertir en la casa de Bouverie, comprada per Sir Edward des Bouverie als Coleraines. Es diu que Sir Edward va veure i es va enamorar del castell de la vall mentre passava per davant, tenint prou diners a les seves alforges per efectuar la compra allà mateix. Les generacions posteriors de la família van embellir l'interior del castell i el parc circumdant; el 1773 el castell estava envoltat per un parc formal, amb avingudes i passetjos. Es va demanar consell de paisatgisme a Lancelot Brown al voltant de 1777.
No obstant això, Jacob, 2n comte de Radnor (1749–1828), va emprar James Wyatt per canviar Longford d'un castell raonablement modest en un palau hexagonal "per a la desesperació de les generacions futures". Va destruir una de les torres isabelines i la va substituir per una de més gran de disseny propi, va afegir dues torres més i les va interconnectar. El 1832 el 3r comte va crear un nou jardí formal al sud del castell, a l'estil del segle xvii.
Però el disseny del palau encara no estava acabat: va ser Jacob, quart comte de Radnor (1815–1889), qui va supervisar els últims canvis significatius a l'arquitectura del castell, duts a terme per Anthony Salvin. Aquests van incloure la formació d'un segon pati, la cúpula del pati central, l'addició d'una torre quadrada i alteracions al jardí formal.

## Avui dia
El castell està catalogat com de 1rst Grade i es troba dins de la parròquia d'Odstock. El jardí formal, els espais d'esbarjo i el parc s'estenen a les parròquies veïnes i figuren al Grau II al Registre de Parcs i Jardins Històrics.
El castell és la seu de William Pleydell-Bouverie, 9è comte de Radnor, i està obert al públic per a visites reservades prèviament els 28 dies de cada any.

## Altres usos
- Longford va ser el model del "Castle of Amphialeus" a The Countess of Pembroke's Arcadia de Sir Philip Sidney (1580, pub. 1590).
- A la guerra de 1914-18 el castell va ser un hospital.[2]
- A la guerra de 1939-1945, el castell va ser ocupat per tropes britàniques i americanes i van residir el mariscal de camp Bernard Montgomery, el general. Mark Clark i el major. Gen. Sir Michael O'Moore Creagh.[2]
- El castell de Longford es mostra des de l'aire al final de la pel·lícula de 2001 The Princess Diaries com el castell de Genovia.